# Hôtel George-V
El Four Seasons Hotel George-V es un hotel construido en 1928, situado en el 31 de la Avenue George-V, en el Barrio de los Campos Elíseos del Distrito 8 de París, Francia.

## Historia
La construcción de este hotel fue financiada por el empresario americano Joel Hillman a finales de los años 1920. Fue construido en 1928 por André Terrail y Georges Wybo con un presupuesto de 31 millones de dólares, unos 60 millones de francos. Estos últimos son muy conocidos, el primero es el restaurador proprietario de La Tour d'Argent, el hotel construido en el 31 de la Avenue George V frente a su hôtel particulier. El segundo es el arquitecto del Casino de Deauville y de la reconstrucción de Printemps Haussmann tras el incendio de 1921. Su aspecto exterior es del estilo de los años 1930, con nueve plantas de una gran sobriedad.
En sus primeros años, el hotel tuvo una gran proporción de clientela americana (más de dos tercios),) que llegaban en transatlánticos a los puertos del norte de Francia. En Cherburgo se instalaron oficinas para recibir los clientes desde su llegada.
Joel Hillman se vio obligado a vender el George V el día después del jueves negro de 24 de octubre de 1929 a un grupo bancario. Fue comprada en 1931 por el banquero François Dupré y los arquitectos originales construyeron una nueva ala, destinada a apartamentos alquilados al año o a la estación, que se benefician de los servicios del hotel. Este último aportó al hotel numerosos objetos de arte como tapices de Flandes, muebles Boulle, un Renoir y un Dufy.
Es considerado uno de los hoteles más prestigiosos y lujosos de París y del mundo. Ha ganado varios premios otorgados por la revista Condé Nast Traveler.
Actualmente, el Four Seasons Hotel George V forma parte de la cadena de hoteles Four Seasons Hotels & Resorts, propiedad de la Kingdom Holding Company (empresa de inversión del príncipe Al-Walid ben Talal ben Abdelaziz Al Saoud de Arabia Saudita al 45%, Bill Gates al 45% y el fundador Isador Sharp al 10%).
Desde el 13 de septiembre de 2011, el Four Seasons Hotel George V fue el octavo hotel francés que recibió la distinción de palacio.

## Características
- 244 habitaciones de las cuales 59 suites, algunas de ellas tienen vistas de la Basílica del Sagrado Corazón de Montmartre o la Torre Eiffel.
- 7 salones de recepción de 12 a 900 personas para organizar conferencias, recepciones, cócteles y noches de gala.
- Piscina cubierta, hidroterapia, masajes, baño turco, jacuzzi, instituto de belleza y peluquería.
- Boutiques, servicio de lavandería, aparcacoches.

## Restaurantes
- Restaurante gastronómico "Le Cinq" (Chef Christian Le Squer, durante 12 años 3 estrellas en la Guía Michelin).
- El segundo mejor sumiller del mundo 1998, Éric Beaumard.
- Restaurante tradicional y salón de té La Galerie.
- Le Bar.